# Willi Ruge
Willi Ruge (Berlino, 1892 – Offenburg, 1961) è stato un fotografo tedesco.

## Biografia
A 15 anni iniziò l'apprendistato di ottico per diventare poi fotografo. Al principio degli anni '10 si mise in proprio con il nome aziendale di Presse Verlag Photoaktuell. Nella Repubblica di Weimar fotografò la rivolta spartachista a Berlino del 1919 in cui furono uccisi Rosa Luxemburg e Karl Liebknecht, le rivolte nella Slesia del 1919-1921, provocate dai polacchi per separarsi dalla Germania, e l'occupazione della Ruhr da parte dei francesi e belgi per i mancati pagamenti tedeschi derivati dalla sconfitta della prima guerra mondiale.
Le sue foto ebbero una forte eco nazionale ed internazionale, specialmente con la serie Mi fotografo mentre cado con un paracadute del 1931 che venne pubblicato sulle riviste europee, americane ed asiatiche. Fotoreporter per il Berliner Illustrierte Zeitung, negli anni '30 viaggiò in Sud America e in Africa.  Nel corso della seconda guerra mondiale fu inviato in Polonia, Norvegia, Francia e ancora in Africa.

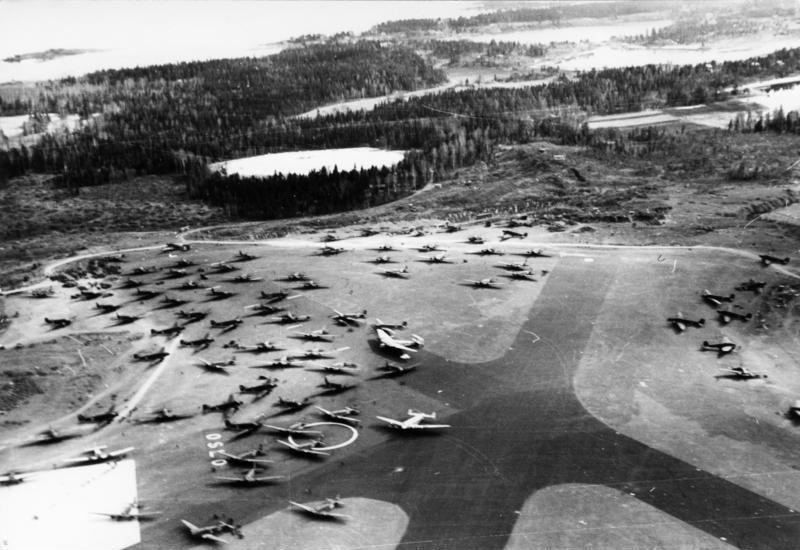
Aeroporto di Fornebu in Norvegia, 1940

A differenza di molti altri suoi colleghi, egli non solo fu spettatore degli sconvolgimenti di gran parte del XX secolo ma compare talvolta nelle foto anche come "attore" stesso, esprimendo l'emozione soggettiva non solo in veste di osservatore ma come colui che crea. Al tempo stesso nelle sue serie fotografiche più famose evidenziò azioni spettacolari, vedute estreme dall'alto e vertiginose dal basso, oblique, orizzonti inclinati, oppure enormi primi piani e prospettive straordinarie sugli eventi cui prese parte che misero in luce la sua partecipazione ideale alla Neues Sehen. Prese parte alla mostra internazionale, tenutasi a Stoccarda nel 1929 Film und Foto, il cui manifesto, disegnato da Jan Tschichold, riproduceva una sua foto
Nel dopoguerra lavorò in Germania per riviste quali Weltbild e Quick. Parte dei suoi archivi sono andati distrutti sotto i bombardamenti alleati di Berlino. Le sue immagini fanno parte delle collezioni in vari archivi in Germania, presso il Museum of Modern Art di New York e alla Art Gallery of Ontario.

## Direttore della fotografia
Ha preso parte in qualità di direttore della fotografia, insieme ad altri, al film muto Der Wetterwart del 1923, diretto da Carl Froelich con Mady Christians, Julius Falkenstein, Albert Paulig, Albert Steinrück, Hans Brausewetter.